# Nature Reviews Cancer
Nature Reviews Cancer é uma publicação periódica revisada por pares e publicada pela Nature Portfolio. Esta revista foi estabelecida em meados de 2001, sendo uma publicação especializada em oncologia e estudos sobre o desenvolvimento e tratamento do câncer. Sua editora-chefe é a pesquisadora Anna Dart.
De acordo com o Journal Citation Reports, este periódico possuía, em 2021, um fator de impacto de em torno de  69.800, classificando-se em primeiro lugar dentre todas as 194 publicações classificadas dentro da categoria "oncologia". Ainda, conforme divulgado pelo Superfund Research Program, possuía em 2004, um fator de impacto de mais de 60.716, sendo considerado entre os "periódicos de alto impacto".

## Indexação e abstratação
Esta publicação possui indexações e abstratações em muitos indentificadores, incluindo PubMed, Science Citation Index Expanded e Scopus, além de estar presente nos indexadores e nas bibliotecas cooperativa globais CODEN, International Standard Serial Number, Library of Congress Control Number e Online Computer Library Center.